# ریازانوفکا (سرزمین آلتای)
ریازانوفکا (به لاتین: Ryazanovka) یک منطقهٔ مسکونی در روسیه است که در سرزمین آلتای واقع شده‌است.